# لوري بيكر
لوري بيكر (بالإنجليزية: Lori Baker)‏ هي كاتِبة أمريكية، ولدت في 1962.